# Yokohama Flügels
Yokohama Flügels (横浜フリューゲルス?) fue un club de fútbol ubicado en Yokohama, Japón. Es uno de los fundadores de la liga profesional J. League y militó en la misma desde 1993 hasta 1998.
Fue fundado en 1964 y desde 1979 estuvo vinculado a la aerolínea All Nippon Airways (ANA). Durante la década de 1980 ascendería a la máxima categoría amateur, la Japan Soccer League. Tras la creación de la J. League en 1992, la entidad pasó a llamarse Flügels. En toda su historia ganaron dos Copas del Emperador, la Recopa de la AFC de 1994/95 y la Supercopa de la AFC de 1995.
A finales de 1998 el equipo fue absorbido por el principal rival local, el Yokohama Marinos, luego de que ANA pusiera en venta la franquicia por problemas financieros. Ambos clubes se fusionaron en el actual Yokohama F. Marinos a partir del 1 de enero de 1999. Los aficionados del Flügels contrarios a la absorción crearon un nuevo club de fútbol, el Yokohama FC.

## Historia

### Fútbol amateur (1964-1992)
Los orígenes del Yokohama Flügels se encuentran en la sección futbolística del club deportivo Yokohama Sport Club, fundada en 1964 por estudiantes y trabajadores de Yokohama. A partir de la década de 1970, la aerolínea All Nippon Airways (ANA) tomó las riendas de la entidad, primero a través de patrocinios y desde 1979 como máximo accionista. Desde entonces el equipo tuvo varios nombres: Yokohama TriStar (1979-1983), en referencia al avión Lockheed TriStar utilizado por la empresa; ANA Yokohama S.C. (1984-1989) y ANA S.C. (1988-1992).
El equipo logró ascender a la Japan Soccer League —máxima categoría— en la temporada 1984. Si bien el campeonato japonés era amateur en aquella época, el ANA Yokohama siguió a otros clubes nipones que habían comenzado a fichar futbolistas bajo un contrato profesional. A pesar de descender en la edición 1985/86, el equipo retornó a Primera en dos años y mantuvo un buen papel en las siguientes campañas, en parte gracias a la contratación de argentinos como Néstor Omar Píccoli y Fernando Moner. Su mejor clasificación fue un segundo puesto en el año 1988/89.

### J. League (1992-1998)

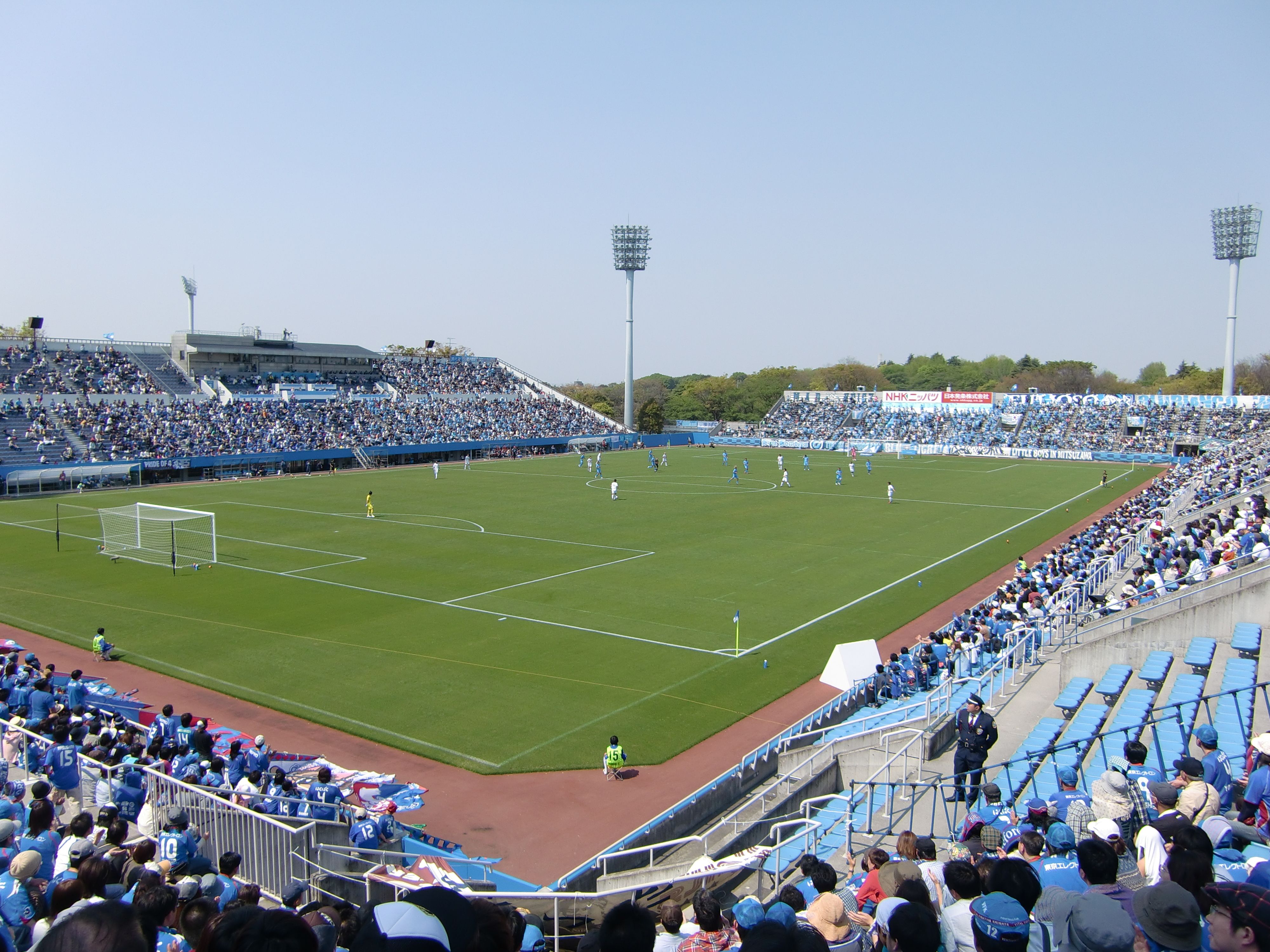
El Estadio Mitsuzawa fue el campo del Yokohama Flügels.

En 1992, ANA Yokohama fue confirmado como uno de los diez participantes en la nueva liga profesional japonesa, la J. League. Para cumplir con las condiciones exigidas, ANA llegó a un acuerdo conjunto de patrocinio con el conglomerado Sato Kogyo y se produjo un cambio de nombre: Yokohama Flügels, basado en la palabra alemana «Flügel» que significa «ala», en referencia a sus orígenes aeronáuticos. 
El club compartiría el mercado del área metropolitana de Yokohama con el Yokohama Marinos, vinculado a Nissan. Durante los tres primeros años alternaron la ciudad portuaria con algunos encuentros en las prefecturas de Nagasaki, Kumamoto y Kagoshima, hasta que en 1995 se instalaron definitivamente en el Estadio Mitsuzawa.
En la temporada 1993, los Flügels contrataron a estrellas internacionales en sus últimos años de carrera, entre ellos el paraguayo Raúl Vicente Amarilla y el brasileño Edu Marangon. Aunque su actuación en liga no pasó de un sexto puesto, sí terminaría conquistando la Copa del Emperador de 1993 tras vencer en la final por 6:2 al Kashima Antlers. Al año siguiente vencería la Recopa de la AFC 1994/95, su primer título internacional, con un triunfo en la final ante el Al-Shaab emiratí por 2:1. Además fue campeón de la Supercopa de la AFC de 1995.
La edición de 1996 fue la mejor del Flügels en la J. League. El equipo se había reforzado con el técnico Otacílio Gonçalves y la incorporación de los brasileños Zinho, César Sampaio y Evair. Durante la primera fase llegó a liderar la clasificación. No obstante, acabaría en segundo lugar tras verse superado por Kashima Antlers en la última jornada. Un año después, fueron derrotados por el mismo rival en la final de la Copa del Emperador de 1997.
La última temporada deparó la llegada al banquillo de Carles Rexach y las incorporaciones de Ígor Lediakhov y Paulo Futre. Rexach fue reemplazado a mitad de temporada por el alemán Gert Engels.

### Desaparición
En su último año de existencia, la entidad estaba sumida en graves problemas debido a errores en la gestión, la crisis financiera asiática y un descenso de los beneficios de la J. League. Poco después de que Sato Kogyo renunciara a seguir invirtiendo dinero en el equipo, el 29 de octubre de 1998 se hizo oficial que All Nippon Airways había vendido el Yokohama Flügels a Nissan Motors, propietario del Yokohama Marinos. El acuerdo implicaba una fusión por absorción a partir de la temporada 1999, con un reparto del 70% para el Marinos y del 30% para el Flügels.
La mayoría de los aficionados del Flügels rechazaron la fusión y se organizaron para procurar la salvación de la entidad. Al mismo tiempo, el equipo ganó los cuatro partidos de liga que le restaban desde el anuncio. Sin embargo, la J. League aprobó la fusión y el 2 de diciembre tuvo lugar la firma oficial que certificaba el final de Yokohama Flügels.
Ya con la desaparición confirmada, Yokohama Flügels participó en la Copa del Emperador de 1998 y llegó hasta la final, celebrada el 1 de enero de 1999 en el Estadio Olímpico de Tokio. Allí derrotaron al Shimizu S-Pulse por 2:1, goles de Kuboyama y Yoshida, en el que sería el último partido de la historia del club. Desde el 1 de febrero de 1999, el Yokohama Marinos pasó a llamarse «Yokohama F. Marinos».

## Repercusión

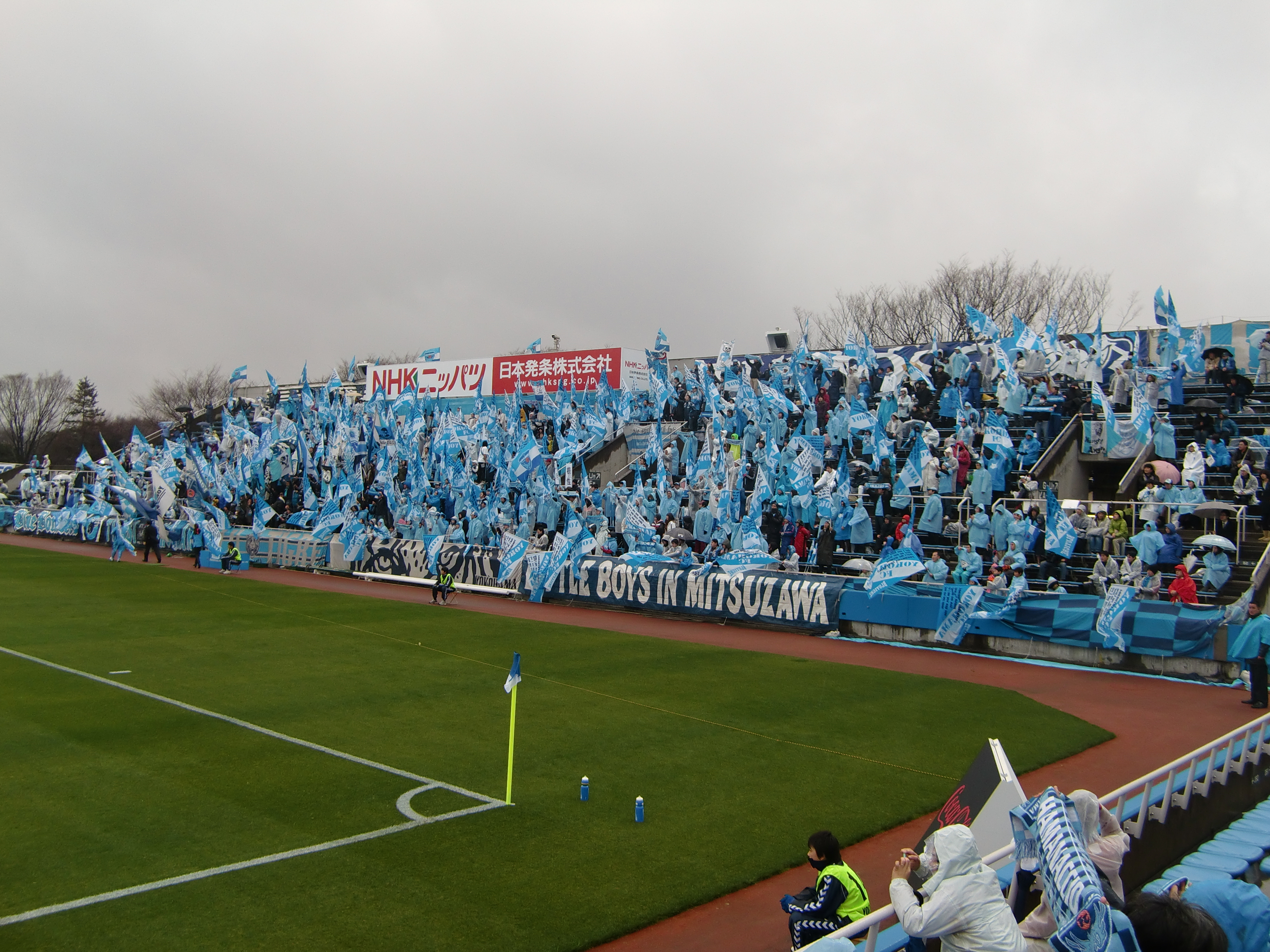
Aficionados del Yokohama F.C.

Una parte significativa de la masa social del Flügels rechazó apoyar al Yokohama F. Marinos, y en su lugar siguieron el modelo de «club de socios» para fundar un nuevo equipo de fútbol, el Yokohama FC. En 1999 comenzó a jugar en la Japan Football League y dos años más tarde fue aceptado en la liga profesional.
La fusión de los dos equipos de Yokohama fue un punto de inflexión en la J. League. Para conseguir un sistema profesional viable, la organización desarrolló un plan a largo plazo e impuso nuevas condiciones de participación a los clubes: promover el deporte en su comunidad, crear categorías inferiores, conseguir el apoyo de empresas locales y estar registrados como corporaciones dedicadas en exclusiva al fútbol.

## Palmarés
En negrita las competiciones vigentes. En cursiva los logros conseguidos como ANA SC.
| Competición nacional             | Títulos    | Subcampeonatos |
| -------------------------------- | ---------- | -------------- |
| Japan Soccer League Div. 1 (0/1) |            | 1988-89        |
| Copa del Emperador (2/1)         | 1993, 1998 | 1997           |
|                                  |            |                |
| Japan Soccer League Div. 2 (1/1) | 1987-88    | 1984           |
| Liga Japonesa de Ascenso (1/0)   | 1983       |                |

| Competición internacional | Títulos | Subcampeonatos |
| ------------------------- | ------- | -------------- |
| Recopa de la AFC (1/0)    | 1995    |                |
| Supercopa de la AFC (1/0) | 1995    |                |

## Jugadores
La siguiente lista recoge algunos de los futbolistas más destacados de la entidad.
| - Jun Naito (19??-1994) - Norihiro Satsukawa (1991-1998) - Motohiro Yamaguchi (1991-1998) - Hideki Yoshioka (1992-1995) - Osamu Maeda (1992-1996) - Masakiyo Maezono (1992-1996) - Hiroki Hattori (1994-1998) - Atsuhiro Miura (1994-1998) - Takayuki Yoshida (1994-1998) - Seigō Narazaki (1995-1998) - Kōji Maeda (1996-1998) - Haruki Seto (1996-1998) |  | - Fernando Moner (1988-1991; 1993-1994) - Edu Marangon (1993-1996) - Válber Costa (1994; 1997) - Evair (1995-1996) - Zinho (1995-1997) - César Sampaio (1995-1998) - Raúl Vicente Amarilla (1993-1995) - Paulo Futre (1998) - Ígor Lediakhov (1998) |